# پوکاپالیا

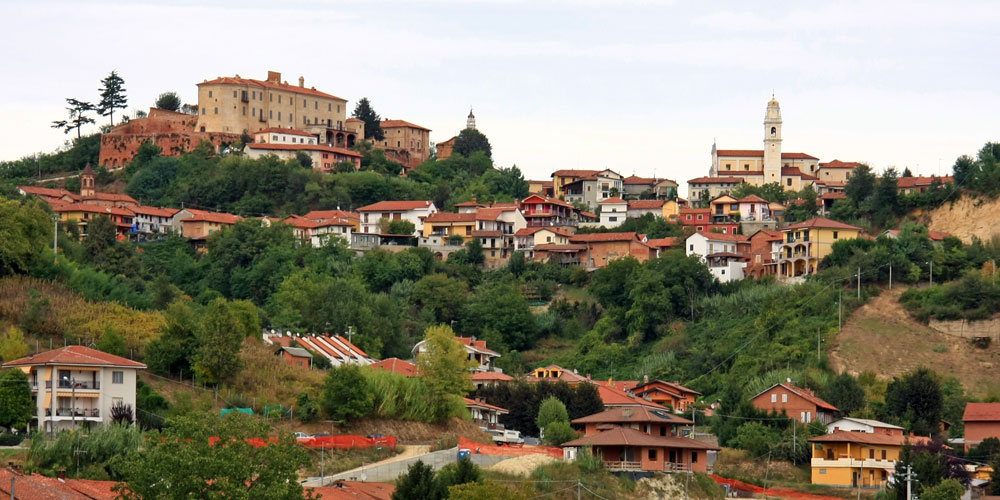
نمایی از پوکاپالیا

پوکاپالیا (به ایتالیایی: Pocapaglia) یک کومونه در ایتالیا است که در استان کونیو واقع شده‌است. پوکاپالیا ۱۷٫۴ کیلومتر مربع مساحت و ۲٬۸۸۰ نفر جمعیت دارد.